# Sztorm-V
Sztorm-V (ros. Шторм-V) – karna jednostka wojskowa ustanowiona przez Rosję w 24 czerwca 2023 roku, zaraz po utworzeniu jednostek Sztorm-Z. Wykorzystana została w trakcie inwazji rosyjskiej na Ukrainę.

## Historia

### Sformowanie
Po buncie Grupy Wagnera armia rosyjska przystąpiła do uzupełniania strat. W kwietniu 2023 roku powołano Sztorm-Z. 24 czerwca prezydent Rosji, Władimir Putin podpisał nowe prawo umożliwiające skazanym podpisanie kontraktu z Ministerstwem Obrony na 6 miesięcy, na mocy którego więźniowie mieli zostać wcieleni do jednostek wojskowych i otrzymać amnestię. Na jego mocy, od września 2023 r. zaczęto formować jednostki Sztorm-V.
Jednakże według Institue for the Study of War, jednostki Sztorm-V nie obiecują ułaskawienia ani nawet zwolnienia warunkowego i przedłużają kontrakty skazańców na czas nieokreślony do końca wojny. Rosyjscy urzędnicy prawdopodobnie przedłużyli kontrakty na podstawie częściowego rozkazu mobilizacyjnego prezydenta Władimira Putina, tak jak robi to rosyjskie wojsko w przypadku zmobilizowanego personelu. BBC poinformowało, że rosyjskie wojskowe biura rejestracji i poboru formalnie zwalniają skazanych rekrutów w ramach procedury, która nie jest już prawnie równoważna zwolnieniu warunkowemu, co sugeruje, że skazani rekruci są nadal prawnie uważani za więźniów. Rosja w dużym stopniu polegała na rekrutach skazanych, aby utrzymać poziom generowania sił, który jest mniej więcej równoważny rosyjskim stratom na Ukrainie i który prawdopodobnie pomaga rosyjskim siłom w przeprowadzaniu regularnych rotacji na poziomie operacyjnym. Rosyjscy urzędnicy poinformowali, że w październiku 2023 roku rosyjska populacja więzienna wynosiła 266 000 osób, co stanowi znaczny spadek o 54 000 więźniów od stycznia 2023 roku. Utrata skazanych rekrutów w wyniku ataków na Ukrainie i stosunkowo krótkie okresy ich kontraktów na służbę mogły skłonić Kreml do uchwalenia bardziej restrykcyjnych warunków służby w celu zatrzymania większej liczby skazanych rekrutów na froncie na Ukrainie. Warunki kontraktu na służbę w nowych jednostkach Sztorm-V były znacznie mniej atrakcyjne i mogły osłabić wysiłki zmierzające do rekrutacji skazanych, chociaż rosyjscy urzędnicy rutynowo stosowali środki przymusu, aby zmusić skazanych do podpisania kontraktów.

### Wykorzystanie bojowe
Według gen.-pułk. Ołeksandra Syrskiego, jednostki Sztorm-V wykorzystywane zostały w obwodzie ługańskim, podczas walk na linii Kupiańsk – Kreminna. 19 grudnia 2023 roku przekazano informację o równoległym wykorzystywaniu grup Sztorm-Z i Sztorm-V w okolicach Bachmutu, w walkach mających na celu opanowanie Czasiw Jaru. 27 grudnia gen. Tarnawski przekazał, że wojska rosyjskie w taki sam sposób wykorzystują Sztorm-Z i Sztorm-V w ofensywie w Awdijiwce. Sztorm-V służyło również na froncie zaporoskim, w okolicach wsi Robotyne, pełniąc rolę jednostek osłonowych dla wojsk powietrznodesantowych.